# 第五代安南達爾領主羅伯特·布魯斯
羅伯特·布魯斯（約1215年—1295年3月31日或5月3日），第五代安南達爾領主，亨廷登伯爵大衛的外孫。

## 家庭
1240年，羅伯特與伊莎貝拉·克雷爾結婚，兩人共有5子1女：
1. 羅伯特
2. 威廉（英语：William de Brus (fl. 1294)）
3. 伯納德（英语：Bernard I de Bruce of Connington）
4. 約翰（英语：John de Brus (died 1275)）
5. 理查（英语：Richard de Brus (died 1287)）
6. 伊莎貝爾